# Gruppi di recupero delle dipendenze
I gruppi di recupero delle dipendenze sono associazioni volontarie di persone che condividono il desiderio di superare la tossicodipendenza. Alcuni programmi possono sostenere una riduzione dell'uso di droghe illegali piuttosto che l'astensione definitiva, anche se questo non è in genere un piano di terapia sostenibile nel lungo periodo. Un sondaggio ha riscontrato che il coinvolgimento attivo in ogni gruppo di recupero è correlato a una maggiore probabilità di mantenere la sobrietà. L'indagine ha rilevato che la partecipazione del gruppo aumenta quando le convinzioni dei singoli membri correlano con quelle del loro gruppo di supporto (spesso le persone saranno membri di più gruppi di recupero).  L'analisi dei risultati del sondaggio d'opinione ha trovato una correlazione positiva significativa tra la religiosità dei membri e la loro partecipazione alle proposte di recupero "in 12 passi"  e lo SMART Recovery (Self Management and Recovery Training), anche se il fattore di correlazione è stato tre volte più piccolo per lo SMART che per i gruppi di recupero che hanno utilizzato i dodici passi. La religiosità è stata inversamente correlata alla partecipazione a organizzazioni laiche per la sobrietà.
Tra i gruppi di recupero dalle dipendenze che attuano il "programma dei dodici passi" vi sono gli Alcolisti Anonimi, i Narcotici Anonimi, e diversi altri che si occupano nello specifico di cocaina, eroina, marijuana etc.